# Iglesia de Nuestra Señora de la Asunción (Molina de Segura)
La Iglesia de Nuestra Señora de la Asunción es un templo religioso católico ubicado en el término municipal de Molina de Segura, (Región de Murcia, España). Se encuentra ubicada en la zona sur de la ciudad, en el actual Barrio del Castillo.

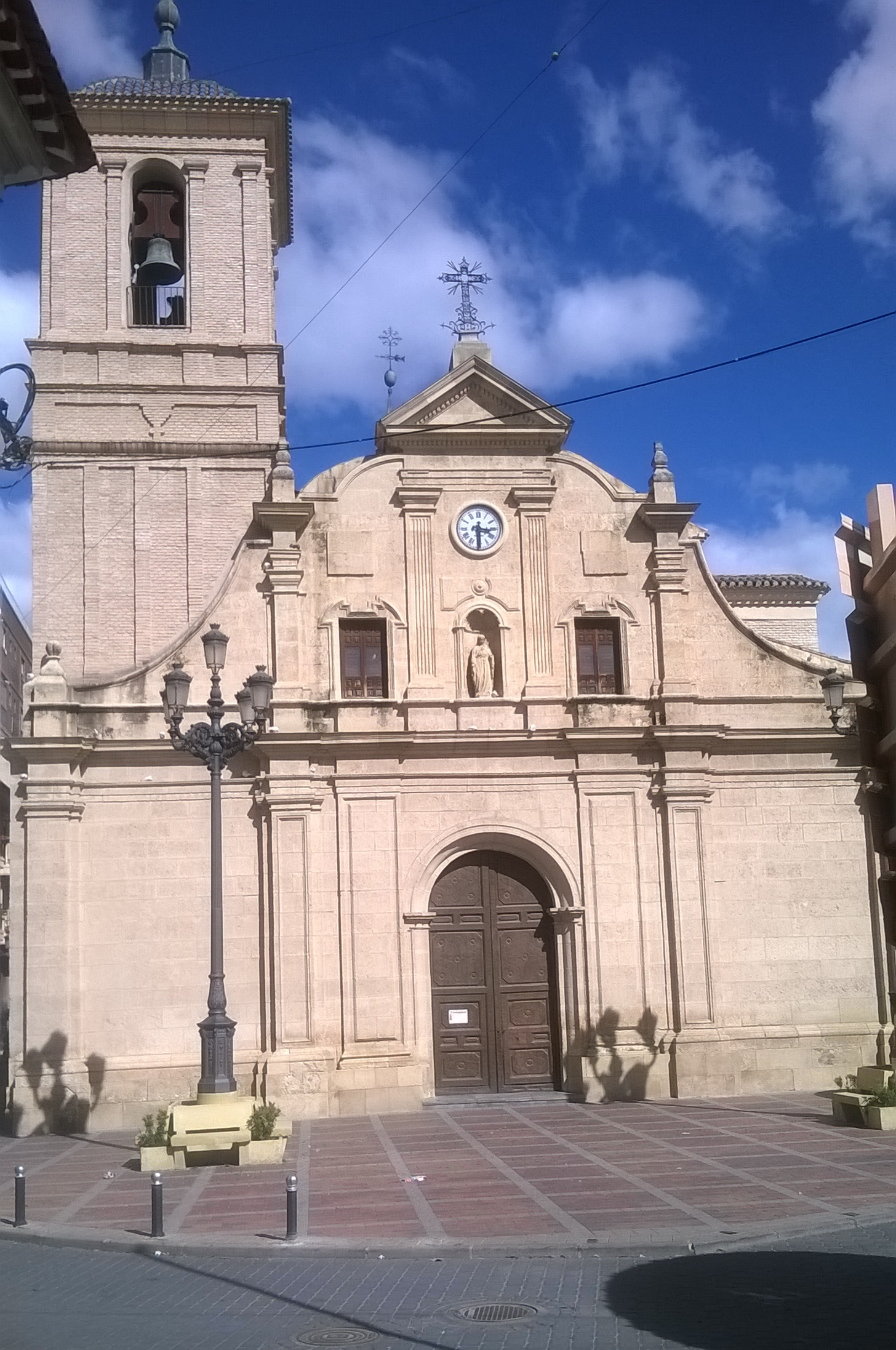
Foto de la iglesia de Nuestra Señora de la Asunción de Molina de Segura

## Historia
Esta iglesia barroca data del siglo XVIII y fue la primera iglesia construida en este municipio. Antiguamente almacenaba los libros de nacimientos, matrimonios y defunciones de dicha localidad así como también su libro de fábrica, documentos que en la actualidad se almacenan en el obispado de Murcia. En 1983 fue declarada monumento histórico-artístico de la Región de Murcia.
En la actualidad esta iglesia es la principal del término de Molina de Segura por su antigüedad y por la belleza e importancia de los frescos que guarda en su interior del artista, de la escuela de Salzillo, Bernabé Gil. Alberla Virgen de la Asunción, de la que el templo recibe el nombre, siendo la Iglesia que acoge el traslado de la Patrona de Molina de Segura, la Virgen de la Consolación, durante las fiestas patronales del mes de septiembre, adquiriendo una importancia absoluta en la celebración de los distintos eventos que se llevan a cabo, convirtiéndose en el centro de los actos religiosos en honor a la Patrona de Molina de Segura.